# General Atomics MQ-9 Reaper
MQ-9 Reaper (укр. «Рі́пер»; початкова назва RQ-9 Predator B) — розвідувально-ударний БПЛА. Розроблений компанією «General Atomics Aeronautical Systems» для використання у ВПС США, ВМС США, і Британських КВПС.
Станом на травень 2021 року ВПС США експлуатували понад 300 літаків MQ-9 Reaper, і ще 16 додаткових одиниць було затверджено в бюджеті Конгресу на 2021 фінансовий рік. Кілька літаків MQ-9 були модернізовані з метою покращення характеристик у «складних бойових ситуаціях», і всі нові MQ-9 матимуть таку модернізацію. 2035 рік — це прогнозований кінець терміну служби парку літаків MQ-9.

## Загальні відомості
Перший політ БПЛА MQ-9 Reaper відбувся 2 лютого 2001 року. Створений на основі MQ-1 Predator. Оснащений турбогвинтовим двигуном Honeywell TP331-10, 670 кВт (910 к.с.), що дозволяє розвивати швидкість понад 400 кілометрів на годину. Практична стеля БПЛА становить — 15000 метрів. Максимальна тривалість польоту БПЛА MQ-9 Reaper дорівнює — до 28 годин, а в його модифікації Reaper ER — з 27 до 33 годин.
В травні 2023 року під час військових навчань була підтверджена здатність зльоту і приземлення на автомобільні дороги.

### Характеристики
- Стеля — 15000 м;
- Автономність — 16-28 год;
- Дальність — 1900 км;
- Вага палива — 1300 кг;
- Довжина — 11 м;
- Вантажопідйомність — 1700 кг;
- Вага — 2223 кг (порожній); 4760 кг (максимальна);
- Розмах крила — 20 м;
- Максимальна швидкість — 482 км/год;
- Крейсерська швидкість — 313 км/год.

### Авіоніка
- Мультиспектральна система націлювання AN/DAS-1 MTS-B
- Радарна система AN/APY-8 Lynx II
- Пошукова радарна система Raytheon SeaVue Marine Search Radar (варіація Guardian)

### Озброєння
- 7 точок кріплення боєкомплекту
  - До 680 кг — у двох внутрішніх відділеннях (stations)[5]
  - До 340 кг — у двох проміжних
  - До 68 кг — на зовнішніх
  - Центральне відділення не використовується
- До 4-х AGM-114 Hellfire ракет повітря-земля або чотири ракети Hellfire та дві 230 кг лазерокеровані бомби GBU-12 Paveway II. Як варіант — 230 кг GBU-38 JDAM.

### Модифікації
- Block-1 — у квітні 2012 року була представлена модифікація MQ-9 Block-1 зі збільшеною тривалістю польоту. Модернізований БПЛА зможе перебувати у повітрі на 10—15 годин довше порівняно з попередньою версією. Цей результат було досягнуто завдяки додатковим паливним бакам та оновленим шасі, завдяки чому тривалість польоту збільшилася до 37 годин без дозаправки. За повідомленням компанії-виробника, якщо на MQ-9 встановити ще більш довгі крила (26,8 м замість штатних розмахом 20,0 м), то БПЛА зможе перебувати у повітрі — до 42 годин.
- Block-5 — збільшено потужність двигуна, встановлено другу радіостанцію передачі даних кільком повітряним чи наземним об'єктам, збільшено вантажопідйомність.
- Reaper ER — модифікація зі збільшеною (з 27 до 33 годин) тривалістю польоту.
- MQ-9B — AEW. Шведський виробник авіаційних літаків Saab та General Atomics об'єднали зусилля для розробки нового рішення БПЛА раннього повітряного попередження (AEW), який забезпечить можливості постійного спостереження, працюючи автономно. У рамках партнерства General Atomics інтегрує комплект давачів Saab AEW на платформу MQ-9B. Хоча менший розмір MQ-9B та доступна бортова потужність обмежують можливості його давачів порівняно з великими літаками AEW&C, такими як GlobalEye, БПЛА може похвалитися унікальними характеристиками, такими як 40-годинна тривалість польоту та дистанційні операції за горизонтом. Обидві компанії оголосили про цю ініціативу 16 червня на Паризькому авіасалоні 2025 року.[6]

## Втрати

### В ході бойових дій
1 жовтня 2017 року БПЛА MQ-9 Reaper був збитий хуситами на заході Ємену. Інцидент стався під час інтервенції Саудівської Аравії з союзниками до цієї країни.
6 червня 2019 року БПЛА MQ-9 Reaper, який належав США, був збитий в повітряному просторі над Єменом, за оцінками центрального командування Сполучених Штатів — ракетою SA-6 «земля — повітря».

### Аварії та катастрофи
14 липня 2022 року БПЛА MQ-9 Reaper впав у полі неподалік авіабази румунських ВПС у Кимпія-Турзії.
14 березня 2023 року, приблизно о 07:03 (за середньоєвропейським часом), російський важкий багатоцільовий високоманевровий всепогодний винищувач четвертого покоління Су-27 зіткнувся з американським БПЛА MQ-9 Reaper над Чорним морем у міжнародному повітряному просторі. Перед тим, російський літак намагався скинути пальне на американський безпілотник, але під час чергової спроби зачепив та пошкодив гвинт. Оператори літального апарата вирішили не ризикувати й затопили його у міжнародних водах.
На оприлюдненому американським міністерством оборони відео журналісти видання Defense Express змогли помітити Чорноріченське водосховище та вершини кримських гір, та зробили висновок, що інцидент стався неподалік узбережжя окупованого Криму — на південний захід від Севастополя. Таким чином, БПЛА міг здійснювати навіть візуальне спостереження не лише за головною військово-морською базою окупантів у загарбаному Криму, а й за авіабазою «Бельбек».

## Оператори
Франція
 Індія
 Італія
 Марокко
 Нідерланди
 Іспанія
 Велика Британія
 США